# JAK抑制剂
JAK抑制剂（英語：Janus kinase inhibitor）能够抑制JAK激酶，阻断JAK-STAT信号通路，对于肿瘤、免疫、炎症、血液系统疾病、新冠感染等在内的多种疾病具有巨大的治疗潜力。
2011年11月，Incyte与诺华联合开发的JAK1/2抑制剂芦可替尼获FDA批准上市，成为全球首款获批上市的JAK抑制剂。2022年，JAK抑制剂市场规模已超93.6亿美元。全球有超150款JAK抑制剂同步在研。截至2024年7月，全球共有12款JAK抑制剂成功获批上市。

## 划代与警告

### 划代
JAK抑制剂以其对JAK激酶家族是广谱性的抑制还是有选择性的抑制而划分为两代，分别为泛JAK抑制剂（第一代）及特异性JAK1抑制剂（第二代）。
第一代抑制剂以JAK蛋白上的酪氨酸激酶结构域为目标，是ATP竞争性化合物，对JAK家族成员都产生抑制效果，在治疗炎症性疾病和肿瘤性疾病方面有良好的疗效。但另一方面，由于JAK家族介导多种细胞因子的信号传导，不同的受体与不同的JAK相关，广谱抑制JAK家族则会带来多种副作用，如：感染、贫血、中性粒细胞减少症、淋巴细胞减少症、心血管疾病、胃肠道穿孔、高脂血症等。第一代非选择性JAK抑制剂包括芦可替尼、托法替布、巴瑞替尼 、吉瑞替尼、迪高替尼等；第一代泛JAK抑制剂的安全性问题很大程度归因于其对各个JAK亚型靶点的广谱结合，如JAK2的错误抑制可导致血小板减少和贫血、JAK3的错误抑制可引发免疫缺陷及感染。
第二代JAK抑制剂可以选择性地抑制JAK家族成员、抑制特定与疾病相关信号通路，使得安全性提高。第二代JAK抑制剂大多也具有ATP竞争性。第二代选择性JAK抑制剂包括艾伯维的烏帕替尼、百时美施贵宝的菲卓替尼、吉利德的非戈替尼等。

### 警告
第一代泛JAK1抑制剂托法替布在美国上市后，因发现存在肺部血栓和死亡等副作用风险，于2019年2月和7月被FDA要求黑框警告。2021年9月，FDA宣布托法替布在高、低剂量下均存在严重副作用，并认为烏帕替尼和巴瑞替尼的机理类似托法替布，判定在其取得充分的安全性数据前，同样给予黑框警告。至此，尽管目前大部分JAK1抑制剂并未在临床中暴露严重的安全性问题，但均具有心血管风险、肿瘤、血栓和死亡等方面的黑框警告。

## 获批产品
| 分类   | 产品         | 原文學名        | 公司              | 靶点      | 全球首批时间 | 中国批准时间 | 获批适应症                                                                                               |
| ------ | ------------ | --------------- | ----------------- | --------- | ------------ | ------------ | --- |
| 第一代 | 芦可替尼     | Ruxolitinib     | Incyte/诺华       | JAK1/JAK2 | 2011年11月   | 2017年3月    | 特应性皮炎、骨髓纤维化、真性红细胞增多症、移植物抗宿主病、白癜风、脾大、血小板增多                       |
| 第一代 | 托法替布     | Tofacitinib     | 辉瑞              | 泛JAK     | 2012年11月   | 2017年3月    | 类风湿关节炎、溃疡性结肠炎、强直性脊柱炎、银屑病、关节炎、幼年特发性关节炎                               |
| 第一代 | 巴瑞替尼     | Baricitinib     | 礼来              | JAK1/JAK2 | 2017年2月    | 2019年6月    | 类风湿关节炎、新冠病毒感染、特应性皮炎、斑秃                                                             |
| 第一代 | 吡西替尼     | Peficitinib     | 安斯泰来          | 泛JAK     | 2019年3月    |              | 类风湿关节炎                                                                                             |
| 第一代 | 迪高替尼     | Delgocitinib    | 日本烟草/鳥居薬品 | 泛JAK     | 2020年1月    |              | 特应性皮炎                                                                                               |
| 第二代 | 烏帕替尼     | Upadacitinib    | 艾伯维            | JAK1      | 2019年8月    | 2022年2月    | 类风湿关节炎、银屑病关节炎、强直性脊柱炎、特应性皮炎、溃疡性结肠炎、放射学阴性中轴型脊柱关节炎、克罗恩病 |
| 第二代 | 阿布昔替尼   | Abrocitinib     | 辉瑞              | JAK1      | 2021年9月    | 2022年4月    | 特应性皮炎、过敏性皮炎                                                                                   |
| 第二代 | 非戈替尼     | Filgotinib      | 吉利德            | JAK1      | 2020年9月    |              | 溃疡性结肠炎、类风湿关节炎                                                                               |
| 第二代 | 菲卓替尼     | Fedratinib      | 百时美施贵宝      | JAK-2     | 2019年8月    |              | 骨髓纤维化                                                                                               |
| 第二代 | 戈利昔替尼   | Golidocitinib   | 迪哲医药          | JAK1      | 2024年6月    | 2024年6月    | 外周T细胞淋巴瘤                                                                                          |
| 第二代 | 利特昔替尼   | Ritlecitinib    | 辉瑞              | JAK3/TEC  | 2023年       | 2023年10月   | 斑秃 |
| 第二代 | 氘可来昔替尼 | Deucravacitinib | 百时美施贵宝      | TYK2      | 2022年9月    | 2023年10月   | 银屑病                                                                                                   |